# Gösta Bengtsson
Gösta Ragnar Bengtsson (ur. 25 lipca 1897 w Göteborgu, zm. 19 stycznia 1984 w Sztokholmie) – szwedzki żeglarz, olimpijczyk, zdobywca złotego medalu w regatach na letnich igrzyskach olimpijskich w 1920 roku w Antwerpii.
Na Letnich Igrzyskach Olimpijskich 1920 zdobył złoto w żeglarskiej klasie 30 m². Załogę jachtu Kullan tworzyli również Gösta Lundqvist i Rolf Steffenburg.